# Mauro Manieri
Mauro Manieri (Lecce, 24 marzo 1687 – 1743/1744) è stato un architetto italiano, esponente del barocco leccese.
I suoi progetti architettonici delineano una personalità colta, che conosce e reinterpreta i modelli manieristici e barocchi romani.

## Biografia
Nato a Lecce il 24 marzo 1687 da Angiolo, medico letterato originario di Nardò, e da Maria Grismondi, fu dottore in utroque iure, matematico e censore, oltre ad essere membro dell'Accademia degli Spioni, fondata dal padre, di quella dei Trasformati e dell'Arcadia (con il nome di Liralbo). Nel 1710 sposò Antonia di Emanuele De Pandis, aristocratica, dalla quale ebbe nove figli, tra cui Emanuele, architetto, e Bonaventura, pittrice. Non sono noti il luogo e la data della morte, avvenuta comunque fra l'ottobre 1743 e il dicembre 1744.

## Opere
Tra gli edifici alla cui edificazione contribuì si ricordano:
- il Seminario Arcivescovile di Brindisi
- la basilica minore del Santissimo Rosario di Francavilla Fontana
- il Castello Imperiali a Francavilla Fontana
- la chiesa di Sant'Irene a Lecce,
- la chiesa del Carmine di Lecce,
- la chiesa di San Giovanni di Dio a Lecce,
- la chiesa delle Alcantarine a Lecce
- il castello di Massafra,
- il Palazzo Imperiali a Latiano,
- la cattedrale di San Cataldo a Taranto,
- la chiesa della Natività della Beata Vergine Maria a Tricase,
- il Convento delle Servite a Manduria.

Gli viene attribuita inoltre la chiesa di San Michele Arcangelo a Vitigliano.